# Arocha erythrophthalma
Arocha erythrophthalma là một loài nhện trong họ Mimetidae.
Loài này thuộc chi Arocha. Arocha erythrophthalma được Eugène Simon miêu tả năm 1893.